# Róbert Novák
Róbert Novák (* 6. srpna 1970) je bývalý slovenský fotbalista, záložník.

## Fotbalová kariéra
Hrál za Spartak Trnava, FC Slušovice, ZŤS Dubnica, ŠK Slovan Bratislava, 1. FC Košice, 1. FK Příbram a Artmediie Petržalka. V československé a české lize nastoupil ve 113 utkáních a dal 10 gólů. V evropských pohárech nastoupil v 9 utkáních a dal 1 gól.